# Ратковська Суха
Ратковска Суха (словац. Ratkovská Suchá, угор. Ratkószuha) — село, громада в окрузі Рімавска Собота, Банськобистрицький край, Словаччина. Кадастрова площа громади — 5,80 км². Населення — 46 осіб (за оцінкою на 31 грудня 2017 р.).

## Історія
Перша згадка 1323 року як Zuha. Історичні назви: з 1773-го як Ratko-Szuha, з 1920-го як Ratkovská Suchá, угор. Ratkószuha, Ratkósucha.
1828 року село мало 50 будинків і 479 мешканців.

## Географія
Село розташоване в південно-східній частині Словацьких Рудних гір, між долинами р. Блг та Західного Turca. Висота в центрі села 480 м, території громади — від 480 до 518 м над рівнем моря. Найвисокогірнішою поверхнею жолоба є вапняк. Навколо села ліси вирублені, за околицями є дубові ліси. Магнезитові відкладення.
Найвища точка — гора Суш'янски врх (словац. Sušiansky vrch, 628 м) 48°35′57″ пн. ш. 20°03′20″ сх. д.. Протікає потік Дрєнок.

## Транспорт
Автошляхи:
- 526 (Cesty II. triedy) Крівань (R2; I/16) — Єлшава — II/587.
- 2755.

## Населення
| Рік:            | 1994. | 2004.   | 2014.    | 2024.    |
| --------------- | ----- | ------- | -------- | -------- |
| Кількість осіб: | 67    | 68      | 49       | 39       |
| Різниця:        |       | +1,49 % | -27,94 % | -20,40 % |

| Рік:            | 2023. | 2024.   |
| --------------- | ----- | ------- |
| Кількість осіб: | 42    | 39      |
| Різниця:        |       | -7,14 % |